# تراموا لیسبون
تراموا لیسبون (پرتغالی: Rede de elétricos de Lisboa) سیستم تراموا در شهر لیسبون، پرتغال است.
این تراموا که در سال ۱۸۷۳ با نیروی اسب تأسیس شده دارای ۶ خط، ۱۰۸ ایستگاه و ۲۶ کیلومتر طول می‌باشد.

## نگارخانه

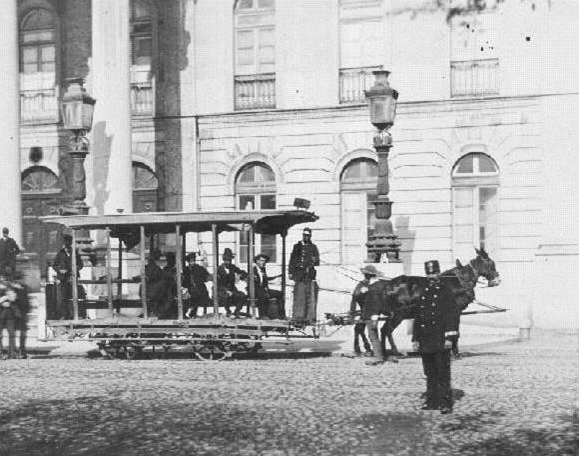
۱۸۷۳
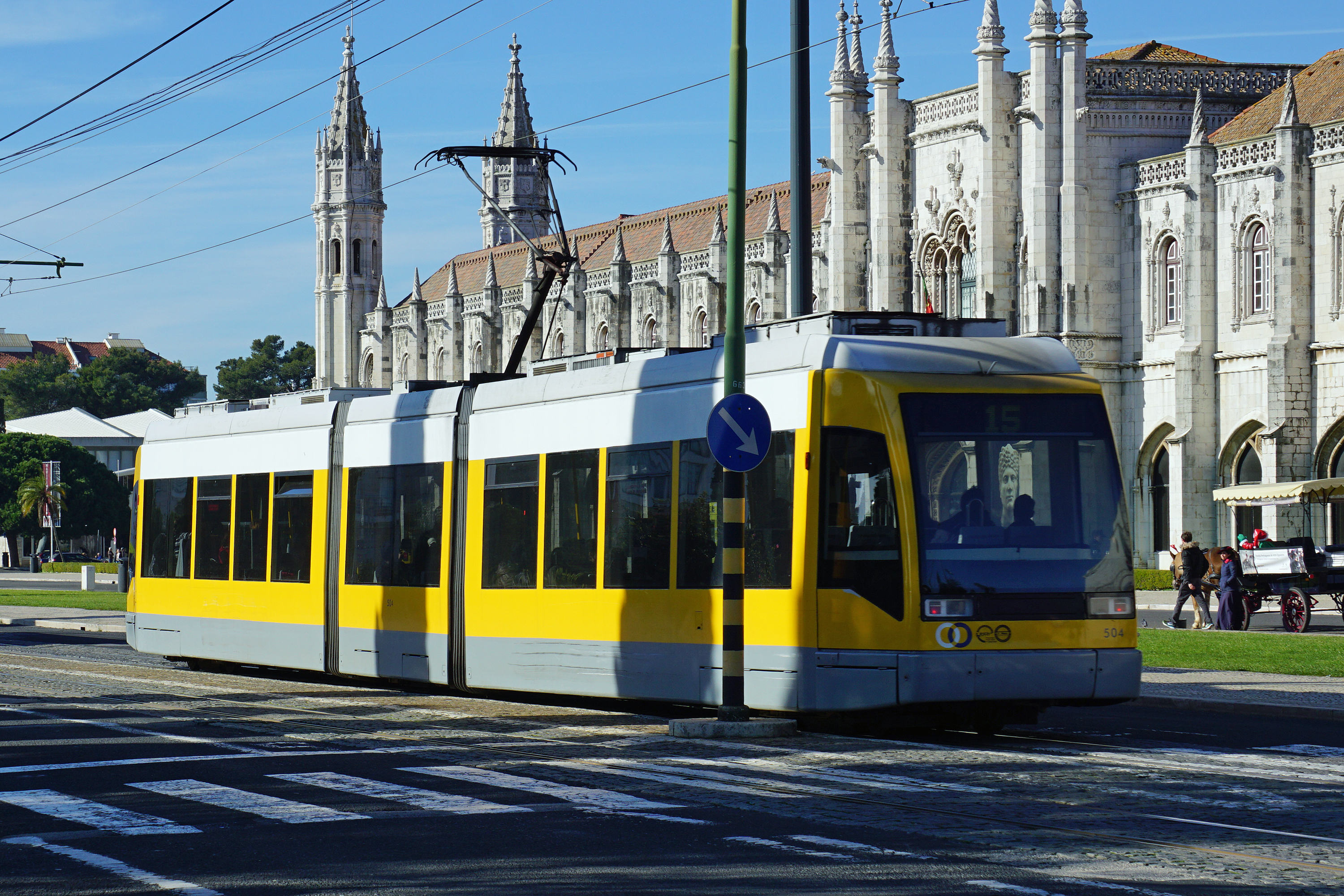
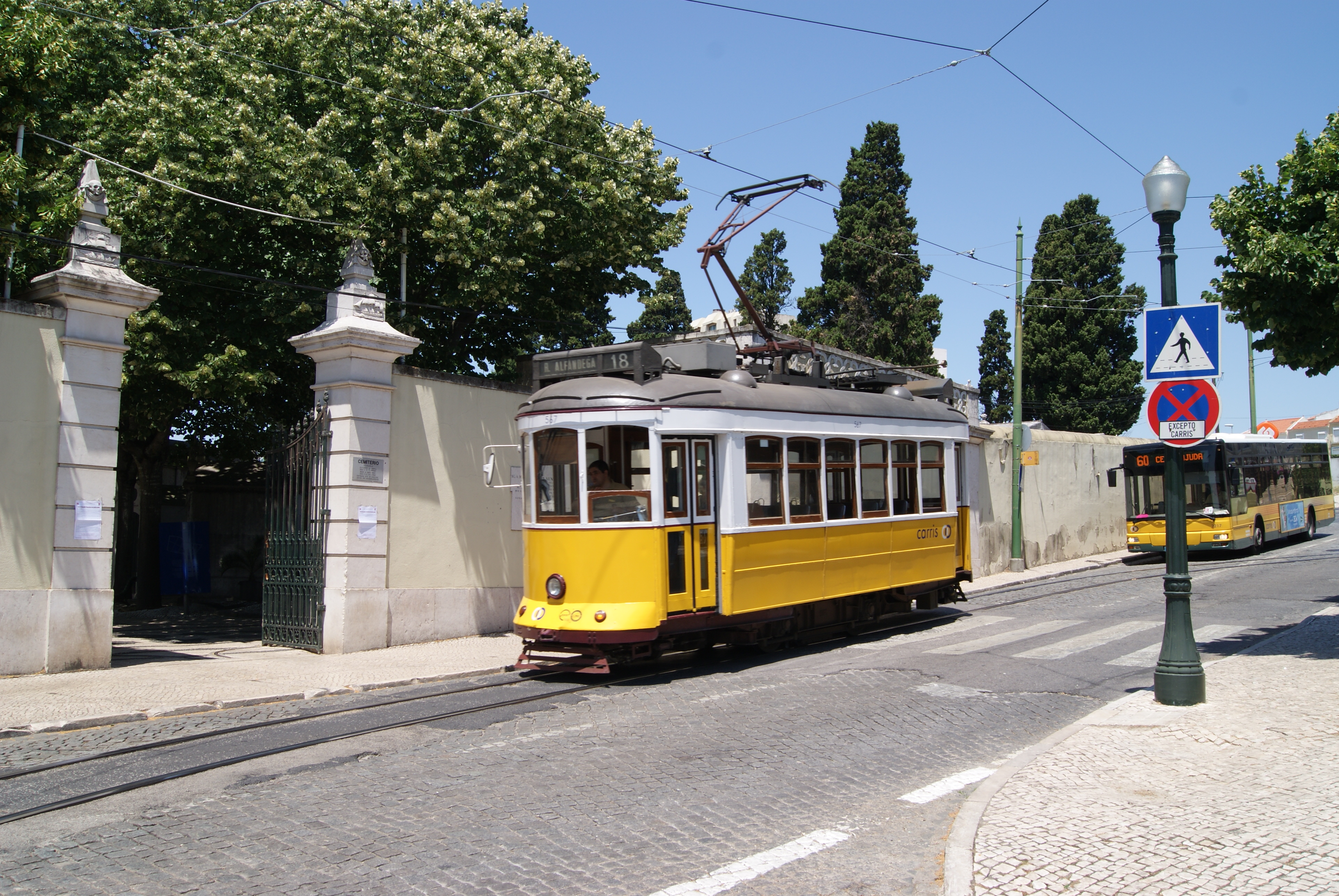